# Cratere Lazarus
Lazarus  è un cratere sulla superficie di Venere. Deve il proprio nome ad Emma Lazarus, poetessa statunitense di origine ebraica sefardita.